# Maison du 14 rue des Croisiers à Caen
La maison du 14 rue des Croisiers est un édifice situé à Caen, dans le département français du Calvados, en France. Elle est inscrite au titre des monuments historiques.

## Localisation
Le monument est situé au no 14 de la rue des Croisiers, dans le centre-ville ancien de Caen.

## Historique
L'édifice est daté du troisième quart du XVIIe siècle.
Le fronton daté 1653 est inscrit au titre des monuments historiques depuis le 13 avril 1928.